# داليبور باجاريتش
داليبور باجاريتش (بالكرواتية: Dalibor Bagarić) مواليد 2 يوليو 1980 في ميونخ، هو لاعب كرة سلة كرواتي سابق بدأ مسيرته الاحترافية في سنة 1996. تم اختياره من قبل فريق شيكاغو بولز خلال الدرافت. يبلغ طوله 7 قدم 1 بوصة (2.2 م). اعتزل اللعب في 2016. أحرز خلال مسيرته في الإن بي إيه 251 نقطة بمعدل نقطتان في المباراة الواحدة.

## المسيرة الاحترافية
لعب مع شيكاغو بولز من سنة 2000 إلى 2003، ثم لعب مع نادي أولمبياكوس لكرة السلة في موسم 2003–2004، ثم لعب مع فورتيتودو بولونيا في الدوري الإيطالي من سنة 2004 إلى 2006، ثم لعب مع نادي سانت جوسيب لكرة السلة في الدوري الإسباني في موسم 2006–2007، ثم لعب مع فورتيتودو بولونيا في الدوري الإيطالي من سنة 2007 إلى 2009.

## روابط خارجية
- داليبور باجاريتش على موقع الاتحاد الدولي لكرة السلة (الإنجليزية)
- داليبور باجاريتش على موقع الدوري الأوروبي لكرة السلة (الإنجليزية)
- داليبور باجاريتش على موقع إن بي أي (الإنجليزية)
- داليبور باجاريتش على موقع سبورتس رفرنس (الإنجليزية)
- داليبور باجاريتش على موقع الدوري الإسباني لكرة السلة (الإسبانية)
- داليبور باجاريتش على موقع كرة السلة الأوروبية.كوم (الإنجليزية)
- داليبور باجاريتش على موقع ريلجم (الإنجليزية)
- داليبور باجاريتش على موقع بروبوليرز (الإنجليزية)
- داليبور باجاريتش على موقع سبورتس رفرنس (الإنجليزية)